# Curtiss V-1570
Curtiss V-1570 (Curtiss Conqueror) — дванадцятициліндровий V-подібний двигун рідинного охолодження. Являв собою потужнішу версію попереднього двигуна Curtiss D-12. Вироблявся компанією Curtiss з 1926 по 1935 рік, та використовувався на багатьох тогочасних літаках.

## Розробка
В 1924 році розпочалася розробка нового двигуна для Повітряного корпусу Армії США, як наступник двигуна Curtiss D-12. Спочатку мав назву "Curtiss Conqueror", але пізніше отримав військове маркування "Curtiss V-1570" на основі його робочого об’єму 1570 кубічних дюймів (26 л.) Двигун був оснащений різними технічними новинками, мав відкриті гільзи циліндрів і закачування охолоджуючої рідини в радіатор під тиском.
Компанія вже мала двигун Curtiss V-1550, але його характеристики були визнані недостатніми. Чарльз Б. Кіркхем та Артур Натт модернізували двигун до версії V-1570. Серійне виробництво розпочалося 1926 року. 
Охолоджуючою рідиною використовувався етиленгліколь, який має високу температуру закипання. В 1927 році на Національних Повітряних Перегонах (з анг. National Air Races) участь приймав літак Curtiss P-6, який мав схожу систему охолодження, та зайняв друге місце. Але все ж до серійного випуску двигуна було створено багато модифікацій, аж до версії V-1570-23.
Двигун встановлювався також на літаки Curtiss A-8, Curtiss B-2 та Douglas XB-7, до 1930 року 2/3 бойових літаків США складали саме ці моделі. В квітні того ж року на озброєні стояли літаки Curtiss P-6, з турбокомпресорами виробництва компанії General Electric. Не дивлячись на успіх версії цього двигуна, він став останнім в своїй лінійці, і взагалі останнім двигуном, випущеним компанією Curtiss.
Після багатьох покращень та модифікацій, в тому числі і додання нагнітача, що підвищило потужність двигуна до 650 к.с. виявилася недостатня надійність. Двигун постійно перегрівався, та втрачав охолоджуючу рідину.
Вся сукупність фактів, разом з втратою зацікавленості армії США в двигунах з рідинним охолодженням , призвели до того, що 1932 року було припинено фінансування розробок за кошт міністерства оборони США. Компанія намагалася вивести свої двигуни на ринок цивільної авіації, але зазнала невдачі, тому 1935 року виробництво Curtiss V-1570 було припинено.

## В літаках СРСР
Двигун цього типу використовувався на прототипах літака АНТ-6 (ТБ-3).
Також планувалося використання цього типу двигуна на літаках АНТ-13, але СРСР відмовився придбати ліцензію, що призвело до унеможливлення передачі прототипу до держ.іспитів.

## Модифікації
V-1570-1
V-1570-5
V-1570-7
V-1570-9
V-1570-11
V-1570-13
V-1570-15
SV-1570-15
V-1570-17
V-1570-23
V-1570-25
V-1570-27
V-1570-29
V-1570-33
V-1570-53
V-1570-55
V-1570-57
V-1570-59
V-1570-61
V-1570-79
GIV-1570-FM
V-1570-C
V-1570-F
GIV-1570C

## Використання
Літаки
| - XB-8 - Bellanca TES (модель 1930 года) - Berliner-Joyce P-16 (V-1570-25) - Boeing XP-9 (Model 96) (SV-1570-15) - Boeing Y1B-9 - Consolidated A-11 - Consolidated P-30 (V-1570-57, -61) - Consolidated Y1P-25 (V-1570-27) - Curtiss A-8 (V-1570-23, -57) - Curtiss B-2 Condor (V-1570-7) - Curtiss P-1 Hawk (V-1570-1) - Curtiss P-6 Hawk | - Curtiss XO-30 (проєкт) - Curtiss XP-10 - Curtiss YP-20 - Dornier Do X (з 1930 року) - Douglas O-31 (V-1570-7, -25, -29, -53, GIV-1570-FM ) - Douglas O-43 (V-1570-59) - Douglas Y1B-7 (V-1570-23, -29, -33, -39, -53) - Huff-Daland XB-1 (V-1570-5) - Lockheed YP-24 (V-1570-23, -27) - Thomas-Morse YO-23 (V-1570-1, -11, -79) - ТБ-3 (вик. на прототипах) - АНТ-13 (И-8) |

Гоночні автомобілі
Mormon Meteor III (автомобіль отримав декілька рекордів, на перегонах по висохшому дну озера Бонневілль).